# International Biological Program
Das International Biological Program, deutsch Internationales Biologisches Programm (abgekürzt: IBP) war ein ökologisches Forschungsprogramm von 1964 bis 1974. In ihm wurden erstmals die Ansätze der Großforschung auf die Ökologie angewandt. Obwohl das Programm von vielen Wissenschaftlern im Ergebnis eher als Fehlschlag eingeschätzt wurde und mit ihm keine bahnbrechenden Erkenntnisfortschritte verbunden waren, war es von hoher Bedeutung für die Organisation und das Management ökologischer Großforschung bis heute.

## Geschichte des Programms
Nach dem großen Erfolg des Internationalen Geophysikalischen Jahrs 1957/1958 bemerkten zahlreiche Biologen, dass die Ökologie von einem ähnlichen Programm stark profitieren könne. Im Rahmen des IGJ waren einige biologische Untersuchungen bereits durchgeführt worden, allerdings nachgeordnet (v. a. in der Antarktis) und in geringem Umfang. Leiter des Organisationskomitees für das neue Projekt wurde der britische Entwicklungsbiologe Conrad Hal Waddington. Kontinuität zum IGJ wurde durch den Ozeanographen Roger Revelle hergestellt. Startschuss für das IBP war eine Konferenz in Paris im Jahr 1964. Wegen der Komplexität der Datenerfassung wurde die Begrenzung auf ein einziges Jahr verworfen. Angestrebt war zunächst ein Zeitraum von ca. 5 bis 7 Jahren. Verbindendes Thema für das Projekt waren die „Biologischen Grundlagen der Produktivität und der menschlichen Wohlfahrt“. Der Begriff der Ökologie war damals noch exotisch und außerhalb der Fachwissenschaft so gut wie unbekannt, deshalb wurde das Programm im Titel als „biologisches“ Programm eingeführt.
Die operationelle Phase des Programms begann im Jahr 1967. Das Programm war international angelegt, wobei in jedem Land ein nationales Komitee unter Führung der jeweiligen Akademie der Wissenschaften (in Deutschland die Deutsche Forschungsgemeinschaft) die Arbeiten anleitete und koordinierte, eine zentrale Finanzierung oder Förderung existierte nicht. Ehrgeizigster Teil des Programms war eine beabsichtigte, grundlegende Inventur der biozönotischen Beziehungen, Nahrungsnetze sowie Energie- und Stoffflüsse für ganze Biome. Im weltweit umfangreichsten Teilprojekt in den USA wurden Tundra (in Point Barrow, Alaska), Wüsten (in Curlew Valley, Utah), borealer Nadelwald (Tal des Cedar River bei Seattle und H.J. Andrews Experimental Forest in Oregon), Laubwald (verschiedene Gebiete) und Grasland/Prärie (in Fort Collins, Colorado) bearbeitet. Europäische Beiträge fanden in fast allen Ländern statt, wobei Laubwälder im Zentrum des Interesses standen. Deutscher Beitrag war hier das Solling-Projekt. Wichtige Einzelprojekte existierten z. B. in Dänemark (Rotbuchenwald bei Aarhus), in England (Meathop Wood bei Lindale im Lake District), in der Tschechoslowakei (Wald von Bab) und in Polen (Urwald von Bialowieza). Beabsichtigt war, jeweils das gesamte Ökosystem in seiner Funktion zu entschlüsseln und zu modellieren.

## Forschungsansätze
Der Schwerpunkt des Internationalen Biologischen Programms lag auf der Gewinnung großer, wenn möglich sogar umfassender, Datensätze mit quantitativen Daten aus den untersuchten Modellsystemen. Diese Quantifizierung sollte die Grundlage zum Verständnis und letztlich zur Modellierung des gesamten Systems sein. Verwendete Methoden umfassten Datenfernerkundung, z. B. durch Infrarotphotographie, Radar- und Sonar und Messung von Stoffflüssen und Nahrungsbeziehungen durch kontrolliertes Einbringen künstlicher Isotope. In vielen Teilprojekten wurden erstmals die abiotischen Standortbedingungen, Wetter (inkl. des Bestandswetters im Inneren von Wäldern), Zuwachs und Elementgehalte sowie grundlegende biologische Inventuren des gesamten Artenspektrums in Angriff genommen.

## Probleme
Von Anfang an war es ein Problem des Programms, dass die Datenerfassung zwischen den verschiedenen Einzelprojekten nicht einheitlich und standardisiert erfolgte. Dies lag aber vor allem daran, dass solche Standardmethoden schlicht nicht existierten, teilweise wurden sie im Rahmen des Projekts neu entwickelt. Auch die Planung einer zentralen Datenbank konnte nicht verwirklicht werden, die vorhandenen Daten wurden nicht in einem vereinheitlichten Format gespeichert. Die ehrgeizigen Erwartungen, ganze Ökosysteme mittels Kybernetik und Systemanalyse in den Griff zu bekommen, scheiterten weitgehend an der Komplexität der Daten. Die mathematische Modellierung von Ökosystemen erwies sich als ein weitaus schwierigeres Problem als ursprünglich erhofft und war (mit Ausnahme einiger extrem artenarmer arktischer Biotope) mit den damaligen Techniken und Methoden letztlich nicht erreichbar. Gemessen an den ursprünglichen Zielen und Erwartungen, war das Projekt ein fast vollkommener Fehlschlag.
Nimmt man nicht die etwas hochtrabende Rhetorik und die weitgespannten Ziele der Anfangsphase zur Grundlage, wurde im Rahmen des Programms allerdings an vielen Orten durchaus erfolgreiche Forschung betrieben. Als vielleicht wichtigste Folge des Programms gilt es heute, dass sich an zahlreichen Universitäten und Forschungseinrichtungen Arbeitsgruppen für Ökologie und Ökosystemforschung herausbildeten, die die noch junge Disziplin teilweise bis heute prägen.

## Folgeprojekte
Die im Rahmen des Internationalen Biologischen Programms entwickelten Forschungsansätze wurden anschließend teilweise in veränderter Form fortgesetzt. In den USA war das wichtigste Folgeprojekt das Long-Term Ecological Research program (LTER) für die ökologische Langzeitforschung. International wurden viele Projekte im MAB-Programm der UNESCO fortgeführt.